# Патрисија Бренан
Патрисија Ана Бренан (енгл. Patricia Brennan; Хурствил, 15. април 1944 — Сиднеј, 6. март 2011) била је аустралијска лекарка и оснивач кампање за жене у англиканској заједници. Постала је члан реда Аустралије 1993. године.

## Биографија
Рођена је 15. априла 1944. у Хурствилу, Нови Јужни Велс, Аустралија, као ћерка оца композитора и мајке здравственог радника. Била је једна од три ћерке, родитељи су им били англиканци.
По завршетку студија медицине на Универзитету у Сиднеју, са супругом Робертом Бренаном је отпутовала у Нигерију где су радили као мисионари. По повратку у Аустралију, залагала се за статус жена у англиканској заједници и основала је кампању која је постигла успех, јер су се прве жене замонашиле у Перту 1992. године, иако Бренанова матична бискупија у Сиднеју и даље је то одбија. Постала је члан реда Аустралије 1993. године, као признање за њене услуге заједници, посебно као председница и оснивач кампање за жене.
Преминула је 6. марта 2011. са 66 година, од карцинома гуштераче.